# Jodi Winter
Jodi Winter (Sídney, 28 de junio de 1976) es una deportista australiana que compitió en remo.
Ganó tres medallas en el Campeonato Mundial de Remo, en los años 2001 y 2002. Participó en dos Juegos Olímpicos de Verano, ocupando el quinto lugar en Sídney 2000 y el sexto en Atenas 2004, en la prueba de ocho con timonel.

## Palmarés internacional
| Campeonato Mundial | Campeonato Mundial | Campeonato Mundial | Campeonato Mundial |
| Año                | Lugar              | Medalla            | Prueba             |
| ------------------ | ------------------ | ------------------ | ------------------ |
| 2001               | Lucerna (Suiza)    | Medalla de oro     | Ocho con timonel   |
| 2002               | Sevilla (España)   | Medalla de oro     | Cuatro sin timonel |
| 2002               | Sevilla (España)   | Medalla de plata   | Ocho con timonel   |